# Carnaval cultural de Valparaíso
El Carnaval cultural de Valparaíso es una iniciativa del Estado chileno para apoyar el desarrollo de la ciudad de Valparaíso, declarada Patrimonio de la Humanidad. Es el centro de las actividades culturales de relieve nacional y latinoamericano.
La organización de este evento corresponde al Consejo Nacional de la Cultura y Las Artes, y a la Municipalidad de Valparaíso. Su implementación y ejecución está a cargo de un Comité Ejecutivo conformado por el Director del Consejo Regional de la Cultura y Las Artes, Luciano San Martín.
Este carnaval, se realizó desde el año 2001 hasta el año 2010.

## 2005
| Actividad/Tipo                                                                   | Obra/Artista | Espacio/Lugar           | Fecha  | Hora                                                   |
| banda de bronces de Folklore andino                                              | La Bandalismo (única banda que se ha presentado en todas las versiones desde el 2001 al 2007 del carnaval en sus diferentes formatos: escenario y pasacalle, [www.labandalismo.blogspot.com]) | Plaza Sotomayor         | MAR 27 | 18:30                                                  |
| Música de Raíz Folclórica                                                        | Grupo Huayra | Plaza Sotomayor         | MAR 27 | 19:30                                                  |
| Concierto "Puerto Celta" música tradicional de Irlanda, Escocia, Galicia y Chile | Puerto Celta (Selección Regional) Valparaíso | Plaza Sotomayor         | MAR 27 | 20:15                                                  |
| Coro Femenino PUCV                                                               | "CANTOS CEREMONIALES PARA APRENDIZ DE MACHI " | Plaza Sotomayor         | MAR 27 | 21:00                                                  |
| Tango                                                                            | Adriana Varela | Plaza Sotomayor         | MAR 27 | 21:30                                                  |
| Orquesta de Tango                                                                | El Arranque | Plaza Sotomayor         | MAR 27 | 22:00                                                  |
| Jazz                                                                             | Ángel Parra Trío | Plaza Sotomayor         | MAR 27 | 23:00                                                  |
| Conjunto de Proyección Folclórica El Almendral                                   | “Balmaceda la memoria de un pueblo”, tertulia pueblerina | Plaza Sotomayor         | MIE 28 | 18:00                                                  |
| Música de Todos los Tiempos                                                      | Caravan Orquesta (Selección Regional) | Plaza Sotomayor         | MIE 28 | 19:00                                                  |
| Jazz Fusión                                                                      | Motete (SISMO III Región) | Plaza Sotomayor         | MIE 28 | 19:30                                                  |
| Fusión Latinoamericana                                                           | Magdalena Matthey | Plaza Sotomayor         | MIE 28 | 20:00                                                  |
| Cueca Chilenera                                                                  | El Baucha | Plaza Sotomayor         | MIE 28 | 20:30                                                  |
| Cueca Chilenera                                                                  | Los Paleteados del Puerto | Plaza Sotomayor         | MIE 28 | 20:30                                                  |
| Cueca Chilenera                                                                  | Los Santiaguinos | Plaza Sotomayor         | MIE 29 | 21:00                                                  |
| Raíz Folclórica                                                                  | Dúo Orozco y Barrientos (Grupo de Mendoza) junto a Gustavo Santaolalla (Grupo de Mendoza) | Plaza Sotomayor         | MIE 28 | 21:30                                                  |
| Raíz Folclórica                                                                  | Arak Pacha | Plaza Sotomayor         | MIE 28 | 22:30                                                  |
| Raíz Folclórica                                                                  | Tito Fernández (MP - CNCA) | Plaza Sotomayor         | MIE 28 | 23:00                                                  |
| Música Fusión                                                                    | Barrio Latino | Plaza Sotomayor         | JUE 29 | 18:00                                                  |
| Música con Charango y quena                                                      | Agrupación Folclórica Cultural Renacer (Selección Nacional, SISMO II) | Plaza Sotomayor         | JUE 29 | 18:30                                                  |
| Rock - Jazz                                                                      | La Desooorden ( Selección Nacional, SISMO X Región) | Plaza Sotomayor         | JUE 29 | 19:00                                                  |
| Popular, folclórica, étnica, y clásica                                           | La Fragua (Selección Nacional, SISMO VII Región) | Plaza Sotomayor         | JUE 29 | 19:30                                                  |
| Música con imágenes                                                              | La Romería de Santa Fortuna (Selección Nacional, SISMO VIII Región) | Plaza Sotomayor         | JUE 29 | 20:00                                                  |
| Tango                                                                            | Altertango (Grupo de Mendoza) | Plaza Sotomayor         | JUE 29 | 20:30                                                  |
| Raíz Folclórica                                                                  | Illapu | Plaza Sotomayor         | JUE 29 | 23:00                                                  |
| Jazz fusión                                                                      | La Pincoyazz (SISMO RM) | Parque Italia           | VIE 30 | 19:40                                                  |
| Música Popula                                                                    | Isabel Parra, Tita Parra y Antar | Parque Italia           | VIE 30 | 20:15                                                  |
| Rock                                                                             | Javier Calamaro y grupo | Parque Italia           | VIE 30 | 20:45                                                  |
| Popular                                                                          | Joe Vasconcellos (trayectoria) | Parque Italia           | VIE 30 | 22:00                                                  |
| Popular                                                                          | La Sonora de Tommy Rey (Premio Presidente de la República) | Parque Italia           | VIE 30 | 23:00                                                  |
| Jazz                                                                             | Motete | Jazz en Blanco          | MIE 28 | 0:02                                                   |
| Jazz                                                                             | La Pincojazz | Jazz en Blanco          | JUE 29 | 0:02                                                   |
| Gala Lírica en el SENADO                                                         | Cecilia Toledo | Salón de Honor Congreso | VIE 30 | 19:00                                                  |
| “Pasaporte” (Espectáculo Musical)                                                | Andreas Bodenhofer (Estreno FONDART NACIONAL) | Teatro Municipal        | MIE 28 | 19:30                                                  |
| Tango                                                                            | Adriana Varela en concierto | Teatro Municipal        | MIE 28 | 22:00                                                  |
| Tributo a Margot Loyola                                                          | Margot Loyola y Palomar | Teatro Municipal        | JUE 29 | 19:00                                                  |
| Tango                                                                            | El Arranque en concierto | Teatro Municipal        | JUE 29 | 22:00                                                  |
| Rock                                                                             | Real Chocos, Sugarganta, Enemigo, Kafarernas, Pequeñas Partículas, Cazuela de Cóndor, Huinca, Muralla China, Guiso y La Floripondio                                                           | Rockódromo (Ex-Cárcel)  | MIE 28 | 17:00 - 21:00                                          |
| Rock                                                                             | Sub-Rock - Avizmo (SISMO XI Región) - Sr. Kiltro - Hacker - Kadekill - Las Lilits - Los Impecables - Triciclo - Sonora de llegar - Sinergia                                                   | Rockódromo (Ex-Cárcel)  | JUE 29 | 17:00 - La ciudad invitada es Buenos Aires, Argentina. |

## 2004
La ciudad invitada fue Barranquilla, Colombia.

## 2003
La ciudad invitada fue Bahía Blanca, Brasil.

## 2002
La ciudad invitada fue Guanajuato, México.

## 2001
La ciudad invitada fue Barcelona, España.